# St. Peter und Paul (Peterswörth)

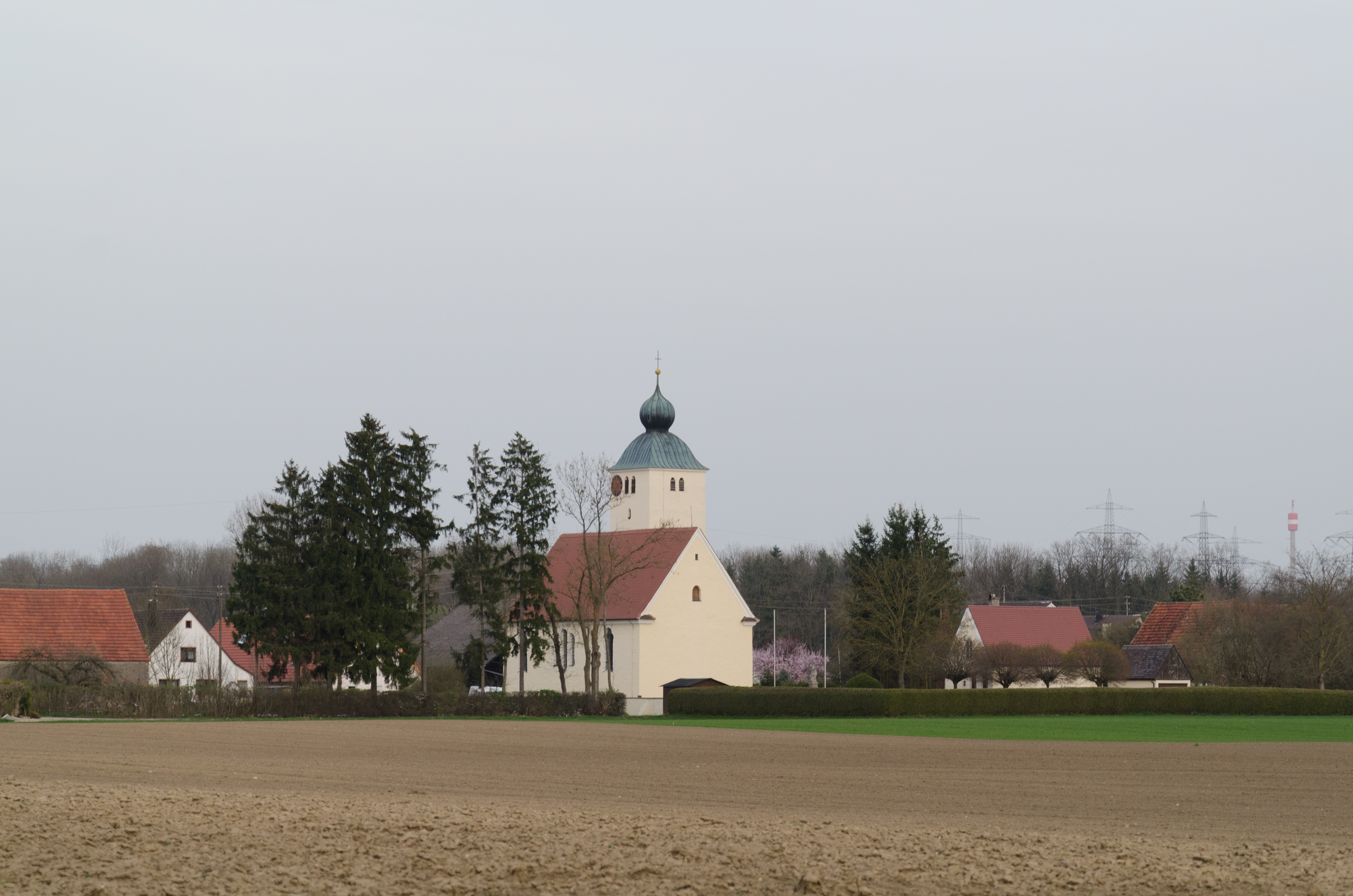
St. Peter und Paul (Peterswörth)

Die römisch-katholische Pfarrkirche St. Peter und Paul steht in Peterswörth, einem Gemeindeteil der Stadt Gundelfingen an der Donau im schwäbischen Landkreis Dillingen an der Donau von Bayern. Das Bauwerk ist in der Liste der Baudenkmäler in Gundelfingen an der Donau als Baudenkmal unter der Nr. D-7-73-136-47 eingetragen. Die Pfarrei gehört zum Dekanat Dillingen des Bistums Augsburg.

## Beschreibung
Die Saalkirche wurde 1738/39 erbaut. Sie besteht aus einem Langhaus, das im Osten dreiseitig geschlossen ist und 1743 nach Westen verlängert wurde. An der Südostecke des Langhauses steht der Kirchturm auf quadratischem Grundriss, dessen oberstes Geschoss die Turmuhr und den Glockenstuhl beherbergt und der mit einer Glockenhaube bedeckt ist, die von einer kleinen Zwiebelhaube gekrönt wird. Der Innenraum des Langhauses ist mit einem Stichkappengewölbe überspannt. In der Mittelachse befindet sich eine Flachkuppel mit einem Fresko, das Johann Anwander 1743 gestaltet hat. Die Deckenmalereien sind erst 1926 aufgebracht worden.